# Descoberta do caminho marítimo para a Índia

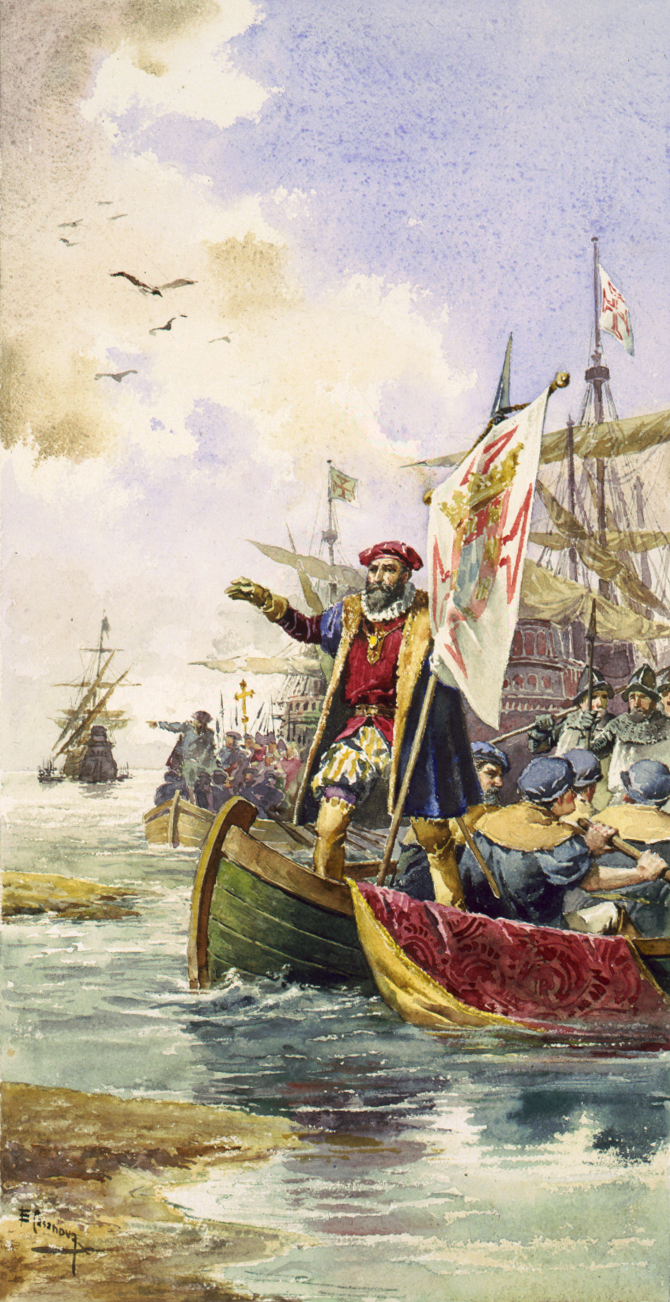
Vasco da Gama na chegada à Índia, ostentando a bandeira usada nos Descobrimentos: as armas de Portugal e a cruz da Ordem de Cristo, patrocinadores do movimento de expansão iniciado pelo Infante D. Henrique.
Pintura de Ernesto Casanova

A descoberta do caminho marítimo para a Índia é a designação comum para a primeira viagem realizada da Europa à Índia pelo Oceano Atlântico, feita sob o comando do navegador português Vasco da Gama durante o reinado do rei D. Manuel I, entre 1497 e 1498. Considerada uma das mais notáveis viagens da Era dos Descobrimentos, consolidou a presença marítima e o domínio das rotas comerciais pelos portugueses.

## Preparação da viagem
O projeto para o caminho marítimo para a Índia foi delineado pelo rei português D. João II como medida de redução dos custos nas trocas comerciais com a Ásia e tentativa de monopolizar o comércio das especiarias. A juntar à cada vez mais sólida presença marítima portuguesa, D. João II almejava o domínio das rotas comerciais e expansão do reino de Portugal que já se transformava em Império. Porém, o empreendimento não seria realizado durante o seu reinado. Seria o seu sucessor, D. Manuel I que iria designar Vasco da Gama para esta expedição, embora mantendo o plano original.
Porém, este empreendimento não era bem-visto pelas altas classes. Nas Cortes de Montemor-o-Novo de 1495 era bem patente a opinião contrária quanto à viagem que D. João II tão esforçadamente havia preparado. Contentavam-se com o comércio da Guiné e do Norte de África e temia-se pela manutenção dos eventuais territórios além-mar, pelo custo implicado na expedição e manutenção das rotas marítimas que daí adviessem. Esta posição é personificada na personagem do Velho do Restelo que aparece, n'Os Lusíadas de Luís Vaz de Camões, a opor-se ao embarque da armada.
O rei D. Manuel não era dessa opinião. Mantendo o plano de D. João II, mandou aparelhar as naus e escolheu Vasco da Gama, cavaleiro da sua casa, para capitão desta armada. Curiosamente, segundo o plano original, D. João II teria designado seu pai, Estêvão da Gama, para chefiar a armada; mas a esta altura tinham ambos já falecido.
A 8 de Julho de 1497, iniciava-se a expedição semi-planetária que terminaria dois anos depois com a entrada da nau Bérrio rio Tejo adentro, trazendo a boa-nova que elevaria Portugal a uma posição de prestígio marítimo.

## Contexto

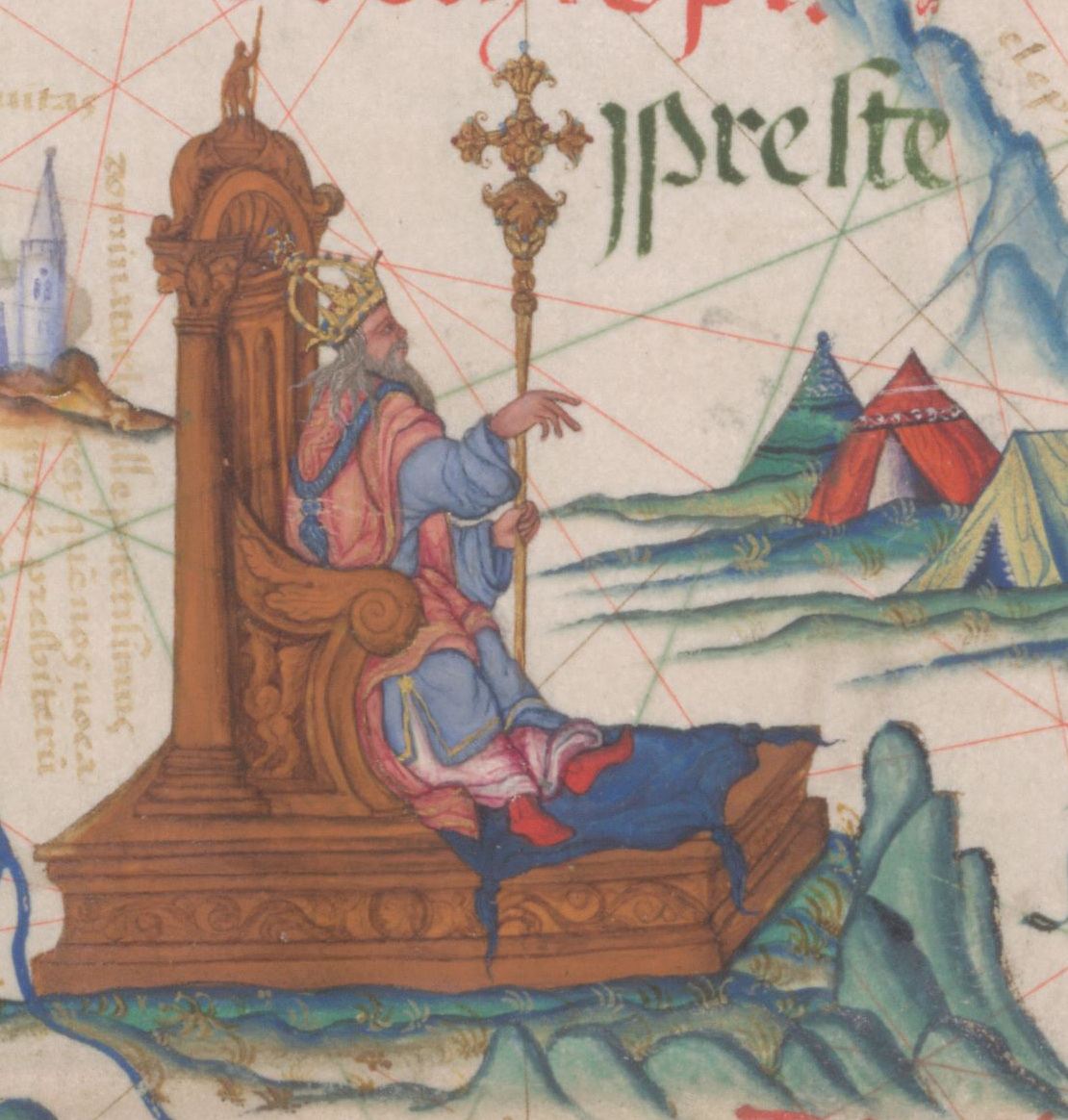
Preste João
por Diogo Homem, 1558, na Biblioteca Britânica

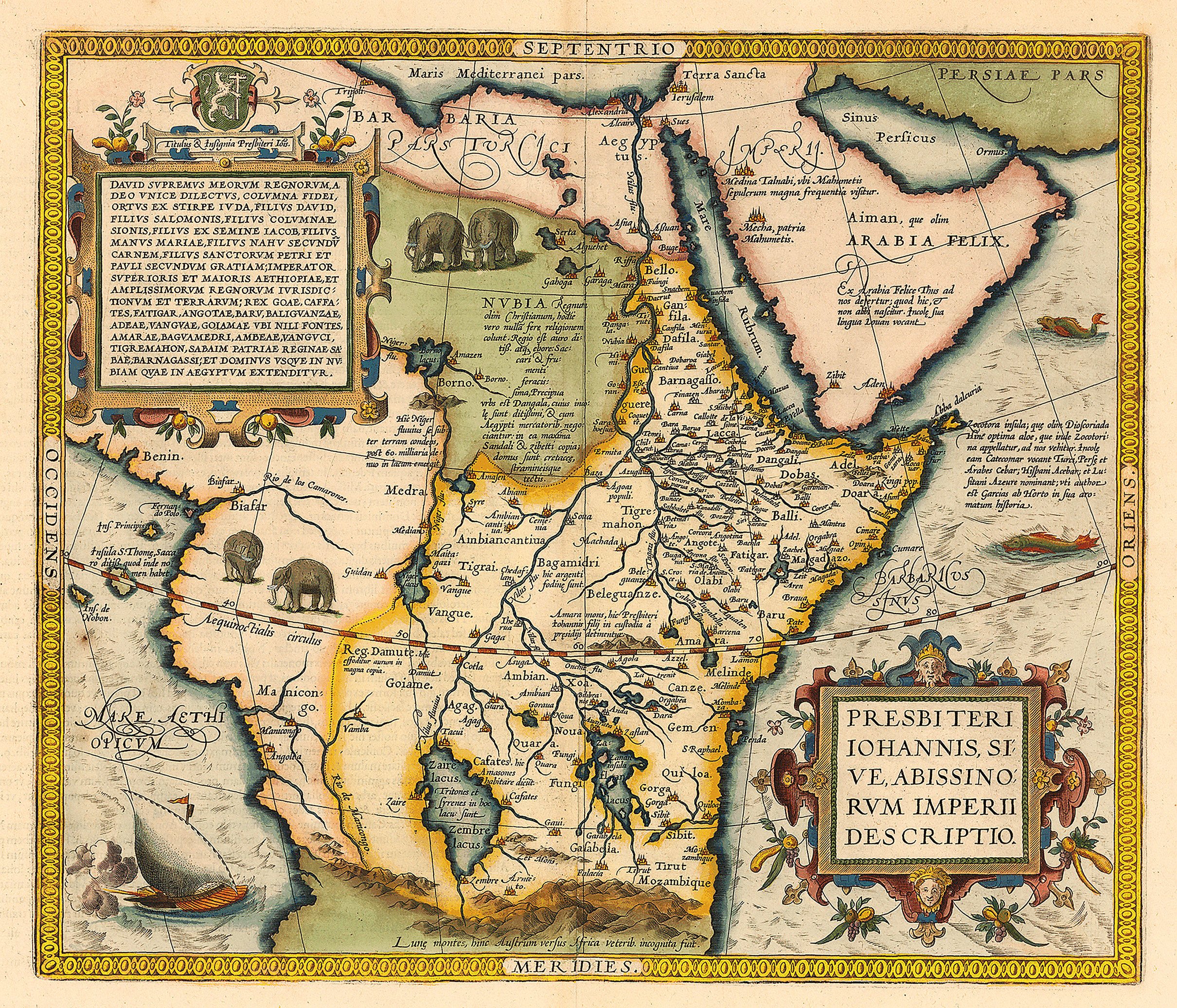
Mapa do suposto reino de Preste João como sendo a região da Etiópia.

As especiarias eram, desde sempre, consideradas o ouro das Índias. A canela, o gengibre, o cravo, a pimenta e açafrão eram produtos difíceis de obter, pelos quais se esperavam caravanas e mercadores experientes vindos do Oriente.
Um mercador de Lisboa descreve a rota terrestre da especiaria da seguinte forma:
| “ | Desta terra de Calecute vai a especiaria que se come em Portugal e em todas as províncias do Mundo; vão também desta cidade muitas pedras preciosas de toda a sorte. Aqui carregam as naus de Meca a especiaria e a levam a uma cidade que está em Meca que se chama Jeddah. E pagam ao grande sultão o seu direito. E dali a tornam a carregar em outras naus mais pequenas e a levam pelo Mar Ruivo a um lugar que está junto com Santa Catarina do Monte Sinai que se chama Tunis e também aqui pagam outro direito. Aqui carregam os mercadores esta especiaria em camelos alugados a quatro cruzados cada camelo e a levam ao Cairo em dez dias; e aqui pagam outro direito. E neste caminho para o Cairo muitas vezes os salteiam os ladrões que há naquela terra, os quais são alarves e outros. | ” |

| “ | Aqui tornam a carregá-la outra vez em umas naus, que andam num rio que se chama o Nilo, que vem da terra do Preste João, da Índia Baixa; e vão por este rio dois dias, até que chegam a um lugar que se chama Roxete; e aqui pagam outro direito. E tornam outra vez a carregá-la em camelos e a levam, em uma jornada, a uma cidade que se chama Alexandria, a qual é porto de mar. A esta cidade de Alexandria vêm as galés de Veneza e de Génova buscar esta especiaria, da qual se acha que há o grande sultão 600 000 cruzados; dos quais dá, em cada ano, a um rei que se chama Cidadim 100 000 para que faça guerra ao Preste João. | ” |

Dos mercados de Veneza e Génova só então eram espalhadas para toda a Europa estas especiarias, acrescidas imensamente no seu custo, e sem chegada garantida. Em 1453, com a tomada da cidade de Constantinopla pelos Otomanos, as trocas comerciais de Veneza e de Génova ficaram muito reduzidas. O proveito dos portugueses em estabelecer uma rota marítima, portanto praticamente isenta de assalto — não obstante, coberta de perigos no mar —, mostrava-se recompensador e esboçava no futuro um grande rendimento à Coroa. Portugal iria ligar diretamente as regiões produtoras das especiarias aos seus mercados na Europa.
Cerca do ano de 1481, João Afonso de Aveiro, ao fazer exploração do reino de Benim, colhera informações acerca de um quase lendário príncipe Ogané, cujo reino situava-se muito para o Oriente do de Benim. Seria cristão e gozava de grande veneração e poder. Dizia-se em Benim que o reino de Ogané distava vinte luas de andadura, o que, segundo o relato de João de Barros, corresponderia a duzentas e cinquenta léguas.

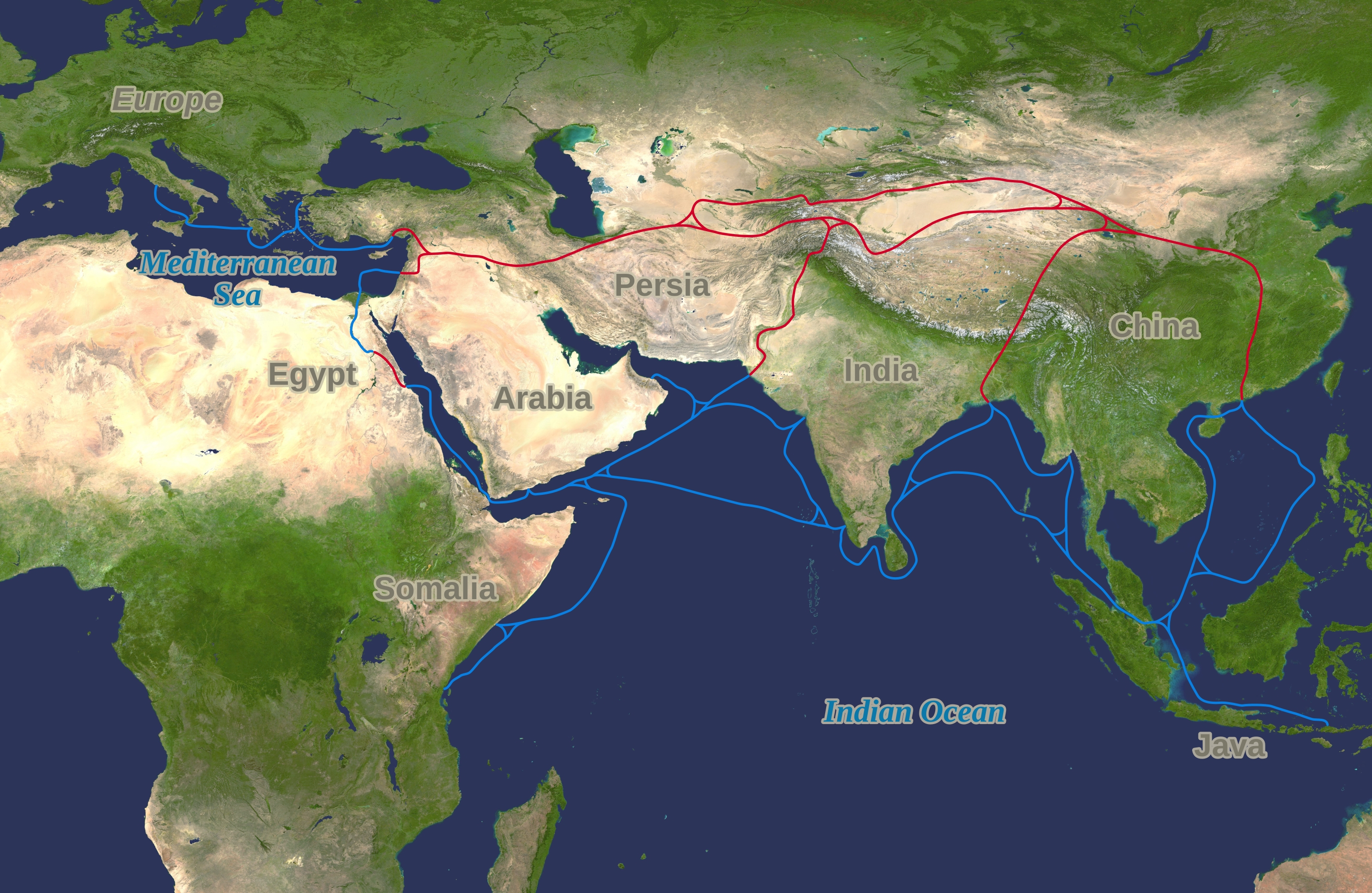
As importantes rotas comerciais da seda e das especiarias, bloqueadas pelo Império Otomano em 1453 com a queda de Constantinopla e do Império Bizantino, motivaram a procura de um caminho marítimo pelo Atlântico, contornando África.

Animado com tais notícias, D. João II enviou, em 1487, Frei António de Lisboa e Pedro de Montarroio para colherem no Oriente novas informações que permitissem localizar o Preste João, ao qual parecia corresponder, afinal, a descrição que lhe chegava desse príncipe Ogané. Mas a missão desses enviados não passou de Jerusalém, porque esses dois portugueses desconheciam a língua árabe e por isso temeram continuar, e regressaram a Portugal.
Com muito cuidado e segredo preparou dois novos homens da sua confiança, Afonso de Paiva, de Castelo Branco, e Pêro da Covilhã. Iniciando caminho por Valência, Barcelona, Nápoles, Rodes, Alexandria, Cairo, Adem. Aqui se deveriam separar para destinos diferentes: Afonso de Paiva para a Etiópia e Pêro da Covilhã para a Índia. Nenhum dos homens voltou, mas as informações que D. João necessitava retornaram ao reino e serviriam de base de sustentação à eventual épica aventura marítima que se avizinhava.
O plano de viagem teria então que prever a segurança da rota. Para isso seria necessário instalar feitorias ao longo do caminho, e criar fortalezas. A missão caberia ao capitão da armada que ia munido de muitos presentes e equipamento para desbravar os mares e atestado de diplomacia e perseverança para criar elos com os monarcas desconhecidos que eventualmente encontrasse pelo caminho.
Mas já não seria no reinado de D. João que este empreendimento, com forte oposição da corte, seria iniciado, mas sim no de seu sucessor, D. Manuel I que não partilhava da opinião geral e via nas rotas marítimas uma boa — senão a melhor — forma de dominar o comércio com o Oriente.

## A armada
| Nau                  | Capitão        | Piloto           | Mestre          | Escrivão        |
| -------------------- | -------------- | ---------------- | --------------- | --------------- |
| São Gabriel          | Vasco da Gama  | Pêro de Alenquer | Gonçalo Álvares | Diogo Dias      |
| São Rafael           | Paulo da Gama  | João de Coimbra  | —               | João de Sá      |
| Bérrio               | Nicolau Coelho | Pêro Escobar     | —               | Álvaro de Braga |
| Navio de mantimentos | Gonçalo Nunes  | Afonso Gonçalves |                 |                 |

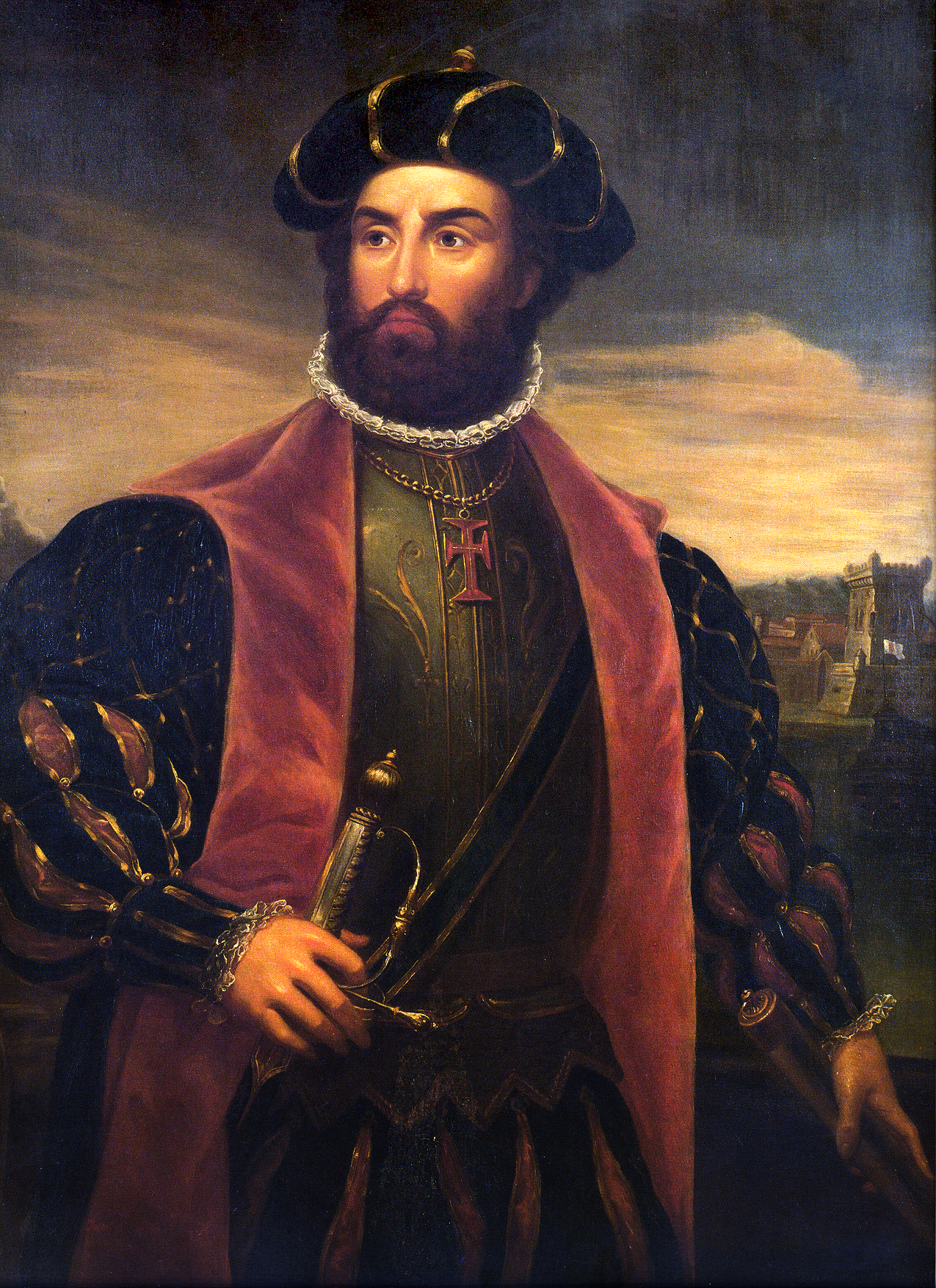
Vasco da Gama
Por António Manuel da Fonseca, 1838, no Museu Marítimo Nacional

Entre os mareantes, incluíam-se dois intérpretes, Fernão Martins e Martim Afonso de Sousa, e dois frades, João Figueira e Pêro da Covilhã. Ao todo, as tripulações perfaziam 170 homens.
Os marinheiros dispunham de cartas de marear onde estava marcada toda a costa africana conhecida até então, de quadrantes, astrolábios de vários tamanhos, de regimentos e de tábuas com cálculos — como as tábuas astronómicas de Abraão Zacuto —, de agulhas e prumos. Um dos navios transportava exclusivamente mantimentos para três anos: biscoitos, feijão, carnes secas, vinho, farinha, azeite, salmouras e outras coisas de botica. Estava previsto o reabastecimento contínuo ao longo da costa de África. A viagem à Índia foi realizada por três naus e um navio de mantimentos. Nessas três naus ia um capitão, um piloto. No navio de mantimentos ia só um capitão. Nas duas naus ia também um escrivão. Na primeira nau ia um mestre.

## A viagem

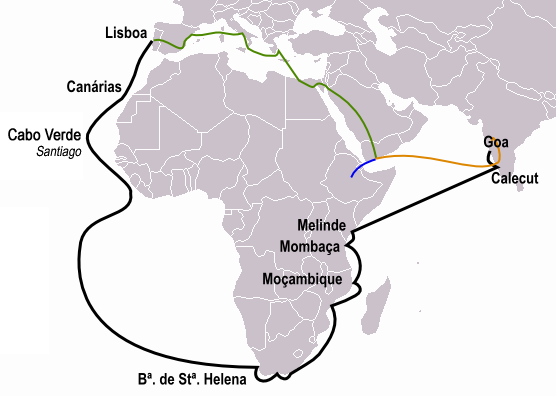
Caminho percorrido pela expedição (a preto). Nesta figura também se pode ver, para comparação, o caminho percorrido por Pêro da Covilhã (a laranja) separado de Afonso de Paiva (a azul) depois da longa viagem juntos (a verde).

Iniciava-se, assim, a expedição a 8 de julho de 1497. A linha de navegação de Lisboa a Cabo Verde foi a habitual e no oceano Índico é descrita por Álvaro Velho ou João de Sá: «rota costeira até Melinde e travessia directa deste porto até Calecute». Durante esta expedição foram determinadas latitudes através da observação solar, como refere João de Barros.
Relata o diário de bordo, o Roteiro da primeira viagem de Vasco da Gama à Índia muitas experiências inéditas. Encontrou esta ansiosa tripulação rica fauna e flora. Fizeram contacto perto da baía de Santa Helena com tribos que comiam lobos-marinhos, baleias, carne de gazelas e raízes de ervas; andavam cobertos com peles e as suas armas eram simples lanças de madeira de zambujo e chifres de animais; viram tribos que tocavam flautas rústicas de forma coordenada, o que era surpreendente perante a visão dos negros pelos europeus. Ao mesmo tempo que o escorbuto (carência de vitamina C) se instalava na tripulação, cruzavam-se em Moçambique com palmeiras que davam cocos.
Apesar das adversidades de uma viagem desta escala, a tripulação mantinha a curiosidade e o ânimo em conseguir a proeza e conviver com os povos. Para isso reuniam forças até para assaltar navios em busca de pilotos. Com os prisioneiros, podia o capitão-mor fazer trocas, ou colocá-los a trabalhar na faina; ao rei de Mombaça pediu pilotos cristãos que ele tinha detido e assim trocou prisioneiros. Seria com a ajuda destes pilotos que chegariam a Calecute, terra tão desejada, onde o fascínio se perdia agora pela moda, costumes e riqueza dos nativos.
Sabe-se, por Damião de Góis, que durante a viagem foram colocados cinco padrões: São Rafael, no rio dos Bons Sinais; São Jorge, em Moçambique, Santo Espírito, em Melinde; Santa Maria, nos Ilhéus, e São Gabriel, em Calecute. Estes monumentos destinavam-se a afirmar a soberania portuguesa nos locais para que outros exploradores não tomassem as terras como por si descobertas.

## Chegada a Calecute
Em 17 de Maio de 1498, a frota alcançou Kappakadavu, próxima a Calecute, no actual estado indiano de Kerala, ficando estabelecida a rota no oceano Índico e aberto o caminho marítimo dos Europeus para a Índia.
As negociações com o governador local, Samutiri Manavikraman Rajá, Samorim de Calecute, foram difíceis. Os esforços de Vasco da Gama para obter condições comerciais favoráveis foram dificultados pela diferença de culturas e pelo baixo valor das suas ofertas -no ocidente era hábito os reis presentearem os enviados estrangeiros, no oriente esperavam ser impressionados com ricas ofertas. As mercadorias apresentadas pelos portugueses mostraram-se insuficientes para impressionar o samorim e os representantes do samorim escarneceram das suas ofertas, simultaneamente os mercadores árabes aí estabelecidos resistiam à possibilidade de concorrência indesejada.
A perseverança de Vasco da Gama fez com que se iniciassem, mesmo assim, as negociações entre ele e o samorim, que se mostrou agradado com as cartas de D. Manuel I. Por fim, Vasco da Gama conseguiu obter uma carta ambígua de concessão de direitos para comerciar, comprovatória do encontro que dizia:
| “ | Vasco da Gama, fidalgo da vossa casa, veio à minha terra, com o que eu folguei. Em minha terra, há muita canela, e muito cravo e gengibre e pimenta e muitas pedras preciosas. E o que quero da tua é ouro e prata e coral e escarlata. | ” |

Os portugueses acabariam por vender as suas mercadorias por baixo preço para poderem adquirir pequenas quantidades de especiarias e joias para levar para o reino. Contudo a frota acabou por partir sem aviso após o Samorim e o seu chefe da Marinha Kunjali Marakkar insistirem para que deixasse todos os seus bens como garantia. Vasco da Gama manteve os seus bens, mas deixou alguns portugueses com ordens para iniciar uma feitoria.

## Regresso a Portugal

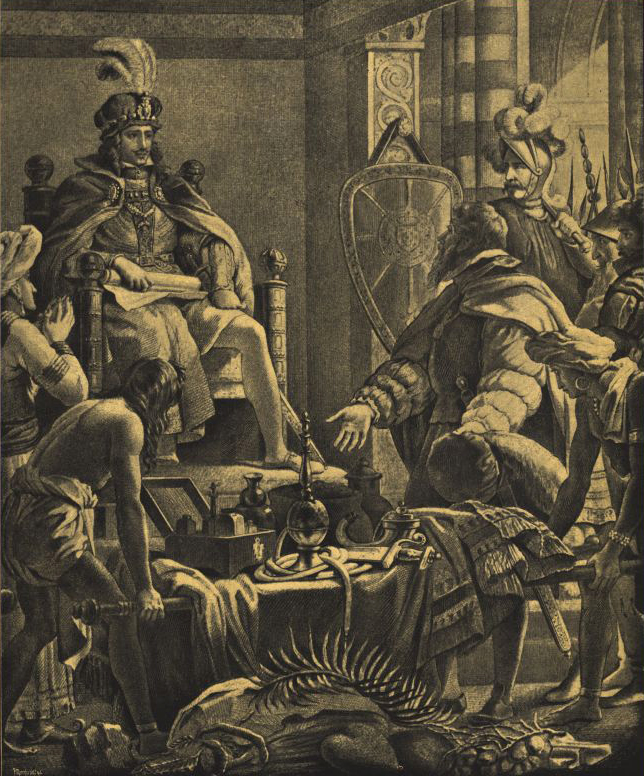
Vasco da Gama apresenta a D. Manuel as primícias da Índia
Biblioteca Nacional de Portugal, c.1900

A 12 de Julho de 1499, depois de mais de dois anos do início desta expedição, entra a caravela Bérrio no rio Tejo, comandada por Nicolau Coelho, com a notícia que iria emocionar Lisboa: os portugueses chegaram à Índia pelo mar. Vasco da Gama tinha ficado para trás, na ilha Terceira, preferindo acompanhar o seu irmão, gravemente doente, renunciando assim aos festejos e felicitações pela notícia.
Das naus envolvidas, apenas a São Rafael não regressou, pois teria sido queimada por incapacidade de a manobrar, consequência do reduzido número a que se via a tripulação no regresso, fruto das doenças responsáveis pela morte de cerca de metade da tripulação, como o escorbuto (carência de vitamina C), que se fez sentir mais afincadamente durante a travessia do oceano Índico. Apenas 55 dos 148 homens que integravam a armada sobreviveram à viagem.
Vasco da Gama retornava ao país em 29 de agosto e seria recebido pelo próprio rei D. Manuel I com contentamento que lhe atribuía o título de Dom e grandes recompensas. Fez Nicolau Coelho fidalgo da sua casa, assim como a todos os outros, conforme os serviços que haviam prestado.
D. Manuel I apressa-se a dar a notícia aos reis de Espanha, numa exibição orgulhosa do feito e para avisar, simultaneamente, que as rotas seriam doravante exploradas pela Coroa Portuguesa.
Há notícia de um mercador italiano que espalhou por Florença a boa-nova:
| “ | Descobriram 1800 léguas de novas terras além do Cabo da Boa Esperança, cujo cabo foi descoberto no tempo do rei João. O capitão descobriu uma grande cidade muralhada , com muito boas casas de pedra, no estilo mourisco, habitada por mouros da cor dos indianos. O capitão desembarcou aqui e o rei deu-lhe um piloto para cruzar o golfo. | ” |

O mercador referia-se a Melinde.
Com a abertura da rota marítima para as Índias Orientais, os venezianos, que controlavam o comércio do Mediterrâneo, passariam a comprar pimenta dos portugueses, pela metade do preço que pagavam aos árabes no Egito. A quebra do monopólio veneziano do comércio de especiarias na Europa e a consequente baixa nos preços das especiarias contribuiu para o desenvolvimento comercial do continente. 